# Berāmsar
Berāmsar (persiska: برامسر) är en ort i Iran.   Den ligger i provinsen Mazandaran, i den norra delen av landet, 140 km norr om huvudstaden Teheran. Antalet invånare är 585.
Terrängen runt Berāmsar är platt åt nordost, men åt sydväst är den kuperad. Runt Berāmsar är det ganska tätbefolkat, med 116 invånare per kvadratkilometer. Närmaste större samhälle är Tonekābon, 6,0 km öster om Berāmsar. I omgivningarna runt Berāmsar växer i huvudsak blandskog.